# Hasbulla Magomedov
Pour les articles homonymes, voir Magomedov.
Hasbulla Magomedov (en russe : Хасбулла Магомедов), connu par mononyme Hasbulla ou Hasbik, né le 7 juillet 2002 à Makhatchkala, est un sportif de combat et influenceur star russe.

## Biographie
Hasbulla Magomedov naît le 7 juillet 2002 à Makhatchkala, république du Daghestan dans une famille musulmane d'origine darguine. Il n’a jamais dévoilé d’informations précises sur sa famille.
Atteint d'une forme de rachitisme, responsable d'un nanisme, Hasbulla mesure 97 cm et pèse 18 kg. Cette maladie empêche la croissance des os et des cartilages à cause d’une carence en vitamine D et en calcium. Surnommé le « Mini Khabib », son apparence d'enfant en bas âge adoptant des attitudes et des activités d'adulte font de lui dès 2020 un phénomène sur Internet et notamment les réseaux sociaux. Il tient son surnom de « Mini Khabib » du célèbre sportif de combat Khabib Nurmagomedov, également daghestanais. Une rumeur prêtait un lien de filiation entre les deux amis, ce qu'ils ont démenti.
En 2022, Hasbulla signe un contrat avec l'Ultimate Fighting Championship (UFC), la plus importante des ligues d'arts martiaux mixtes (MMA) au monde.
En mars 2023, Hasbulla compte plus de 8 millions d'abonnés sur son compte Instagram et est également actif sur TikTok.